# Leptoladustes
Leptoladustes är ett släkte av skalbaggar. Leptoladustes ingår i familjen vivlar.
Kladogram enligt Catalogue of Life:
| Leptoladustes | \| \| Leptoladustes densus \| \| \| \| |
|               | \| \| Leptoladustes densus \| \| \| \| |
|               | Leptoladustes densus                   |
|               |                                        |